# Полюдово
Полю́дово (рос. Полюдово) — присілок у складі Бабушкінського району Вологодської області, Росія. Входить до складу Рослятінського сільського поселення.

## Населення
Населення — 77 осіб (2010; 87 у 2002).
Національний склад (станом на 2002 рік):
- росіяни — 97 %